# Social Life
Social Life ist das zweite Studioalbum der amerikanischen Indie-Rock-Band Koufax.
Es erschien am 22. Oktober 2002 bei Heroes & Villains und Vagrant Records. Der Titel Bright Side wurde in einer Folge der amerikanisch-kanadischen Animiert-Sitcom Clone Highs verwendet.

## Hintergrund
Im Gegensatz zum Vorgänger wurde das Zweitalbum als Quartett aufgenommen. Anstatt wie beim Vorgänger It Had to Do with Love mit zwei Keyboardern aufzunehmen, entschied man sich diesmal für zusätzliche Gitarrenparts.
Nach den letzten Aufnahmen verließen gleich zwei Mitglieder die Band. Ben Force wurde als neues Bandmitglied aufgenommen und ersetzte dabei nicht nur den zuvor ausgestiegenen Bassisten. Da er zusätzlich auch Gitarre spielte, konnte er ebenfalls für den ausgestiegenen Keyboarder ergänzend wirken. Entsprechend gitarrenlastiger fiel das neue Album aus.

## Covergestaltung
Das Cover zeigt die Band als Viermann-Besetzung im Tonstudio und enthält als Besonderheit diesmal einen Klappentext, wie man es sonst eher von Büchern gewohnt ist. Im Booklet sind neben den Songtexten auch noch die Tabulaturen der Gitarren-accordgriffe aufskizziert.

## Titelliste
1. Let Us Know – 3:21
2. Break It Off – 3:20
3. Social Life – 3:20
4. Saturday’s Alone – 3:24
5. Come Back to Life – 3:01
6. So Put On – 3:04
7. Bright Side – 3:22
8. Younger Body, Older Soul – 2:47
9. Simply Passing Time – 2:39
10. Adultery – 3:13
11. Honest Answers (Bonus-Track; japanische Version) – 3:35[4]
12. So Long to Good Times – 4:44

## Kritiken
Das Album erhielt überwiegend positive Kritiken:

„Es ist amüsant zu sehen, wie viel Unterschied ein Klavier auf einer Rockplatte machen kann… mit dem Klavier sind Koufax Ikonoklasten, die an jene am wenigsten hipster-freundlichste Musik der letzten 25 Jahre erinnern, während sie es dennoch schaffen zeitgemäß zu klingen.“

„[Es gibt] wieder mehr Platz für die Gitarre, aber hauptsächlich für den Bass und das Schlagzeug, die swingend und pumpend, fast jeden der elf Songs zum Tanzbodenfeger machen… Gespickt ist Social Life mit haufenweise locker-leichten Pop-Perlen, die mit aufwändigen, nie überfrachteten Arrangements und herrlichen Melodien begeistern. Nicht nur Fans von 80s-Pop und Rock der Marke Elvis Costello oder Joe Jackson sollten hier zugreifen …“